# Espondiloartropatia
Les espondiloartropaties (EspAs) són malalties inflamatòries de les articulacions de la columna vertebral, acompanyades d'inflamació en articulacions perifèriques o no i relacionades amb el CMH classe I, molècula HLA-B27. També estan lligats a les EspAs determinats polimorfismes en gens no-HLA implicats en la resposta immunitària innata i les vies de senyalització citocínica, com ara els que expressen el TNF-α o la interleucina-23.
El concepte fisiopatològic i la primera denominació (spondarthritis) d'aquest grup de malalties varen sorgir dels estudis sobre la possible relació entre diverses afeccions que en aquella època eren considerades variants seronegatives de l'artritis reumatoide realitzats durant la dècada de 1960 per membres de la Unitat d'Investigació del Reumatisme de la Universitat de Leeds, anys abans de la identificació de l'antigen HLA-B27.
El terme d'espondiloartropaties seronegatives és utilitzat per diferenciar-les de les seropositives, les quals presenten positivitat sèrica al factor reumatoide, fet característic de l'artritis reumatoide o de certs casos d'artritis idiopàtica juvenil poliarticular. Amb independència de la positivitat o negativitat a l'esmentat factor, existeixen aspectes diferencials nosogenètics i clínics entre aquest grup de malalties i l'artritis reumatoide.
El terme espondilitis implica la inflamació d'una o més vèrtebres. Les èntesis es veuen afectades molt sovint en aquestes malalties i estudis en models animals suggereixen la participació de components de dites estructures en la seva patogènia. Es creu que determinats proteoglicans presents en les èntesis, com ara l'agrecà i el versicà, podrien ser els objectius de la resposta autoimmune existent en les espondiloartropaties.
La prevalença d'aquestes malalties en la població general és d'un 0,20-1,61%, segons dades de l'any 2016, existint considerables variacions percentuals entre diferents zones geogràfiques i grups ètnics.
La comorbilitat més comuna en les espondiloartropaties és l'osteoporosi. En les EspAs, la disminució de la densitat mineral òssia no depèn del tipus de lesió articular predominant, però si està influenciada negativament per la dosi acumulativa dels corticoides que s'utilitzen per tractar-les. A més, en els malalts que les presenten s'ha objectivat un increment del risc de sofrir problemes cardiovasculars.

## Fisiopatogènia
Existeixen dues hipòtesis principals sobre la causa primària d'aquest grup de malalties:
- La hipòtesi autoimmunitària, anomenada també 'hipòtesi del pèptid artritogènic', segons la qual un pèptid bacterià o viral podria ser presentat per la molècula HLA-B27 i provocar una resposta específica mitjançada pels limfòcits T citotòxics acompanyada d'una reacció creuada amb pèptids propis de les articulacions.
- La hipòtesi hiperinflamatòria,[12] que proposa l'existència d'una sobreactivació de la resposta immune innata desencadenada per diferents tipus d'estrès cel·lular i actuant en individus amb característiques genètiques particulars, com a origen i suport de la inflamació tissular crònica que caracteritza a les EspAs.

A hores d'ara no existeix un consens entre els especialistes sobre el caràcter autoimmune o autoinflamatori de les EspAs, si bé els darrers estudis semblen anar a favor de la hipòtesi autoinflamatòria.

## Classificació
La classificació d'aquestes patologies ha estat modificada diverses vegades segons les successives propostes de nous criteris basats en l'aparició d'evidències analítiques, radiològiques i/o biomoleculars.
Les espondiloartropaties amb major freqüència de HLA-B27 positiu són:
- Espondiloartritis anquilosant caucasiana (92%) i africana-americana (50%). Segons les dades del Registro Nacional de Pacientes con Espondiloartritis,[15] obtingudes durant el període 2004-2007, a l'Estat espanyol el percentatge de malalts amb espondiloartritis anquilosant HLA-B27+ era del 83%.[16] En aquesta EspA el risc d'osteoporosi i de fractures vertebrals espontànies és particularment alt, un fet paradoxal tractant-se d'una malaltia caracteritzada per la producció excessiva d'os.[17] Rarament, l'espondiloartritis anquilosant cursa amb una síndrome de la cauda equina[18] o l'aparició de quists sinovials intraespinals.[19]
- Artritis reactiva (60-80%).[20]
- Artritis enteropàtica, associada amb la malaltia inflamatòria intestinal (60%)[21] i altres patologies gastrointestinals de naturalesa diversa (celiaquia, colitis ulcerosa, colitis pseudomembranosa, estrongiloïdosi, teniosi o dracunculosi, per exemple).[22] En alguns individus afectes d'artritis enteropàtica que presenten EspA de predomini axial poden aparèixer espondilodiscitis i pseudoartrosis addicionals.[23] Les EspAs i les malalties inflamatòries intestinals comparteixen molts trets genètics i patogènics. Si bé diversos estudis indiquen que en individus genèticament susceptibles les alteracions de la permeabilitat intestinal, els antígens bacterians o parasitaris i els canvis immunològics són factors implicats en l'aparició d'ambdós grups de patologies, un possible mecanisme autoimmune comú causant de les artritis enteropàtiques encara no ha estat definit.[24]
- Artritis psoriàsica (60%). Per regla general, en aquesta forma d'EspA el desenvolupament de lesions cutànies és anterior a l'aparició de la simptomatologia artrítica, sent les onicopaties les manifestacions inicials més comunes.[25] L'extensió i la gravetat de la psoriasi no és relacionable amb el grau d'afectació articular.[26] Molt ocasionalment, anys després de manifestar-se l'artritis, la malaltia cursa amb una psoriasi de tipus anul·lar pustulós.[27] Ha estat descrit algun cas de síndrome de Brown[28] adquirida com a complicació inusual d'aquesta artritis.[29]
- Espondiloartropatia associada a uveïtis agudes anteriors recurrents (≥ 50%).[30] Aquestes uveïtis són les manifestacions no articulars més freqüents en les EspAs i es caracteritzen per la presència de precipitats queratínics finíssims, visibles amb el llum de fenedura, al segment anterior de l'ull. La pressió intraocular és baixa, habitualment, a conseqüència de la inflamació del cos ciliar. En casos greus s'observa hipopi i fibrina formant un grumoll blanc a la cambra anterior. Les complicacions més comunes són la formació de sinèquies (adherències) i el desenvolupament de cataractes i glaucoma secundari. En un 15-20% dels pacients la malaltia evoluciona cap el compromís del segment posterior ocular, amb edema macular, vasculitis retinal i papil·litis, alteracions que comporten una deficiència visual progressiva.[31]
- Espondiloartropatia indiferenciada (menys del 25%). Aquesta denominació es reserva per a les mono o poliartropaties que no compleixen els criteris clínics, serològics o d'imatge corresponents a una diagnosi més específica. Només un ~50% dels casos presenten positivitat a proteïnes de fase aguda (TNF-α, IL-1, IL-6, IL-8) i un 90% d'ells són FR negatius.[32]

La malaltia de Whipple (lipodistròfia intestinal) i la malaltia de Behçet també poden estar relacionades amb l'HLA-B27 i manifestar espondiloartropaties de tipus indiferenciat.
La tendència actual és agrupar les espondiloartropaties en funció de la seva presentació clínica principal: espondiloartropatia amb símptomes predominantment axials (columnars i sacroilíacs), espondiloartropatia amb símptomes predominantment perifèrics i espondiloartropatia amb/sense psoriasi, inflamació intestinal o infecció precedent associada. El terme espondiloartropatia axial no radiogràfica va ser encunyat per denominar particularment les EspAs amb criteris clínics d'espondiloartritis anquilosant però sense signes radiològics de sacroiliïtis, si bé alguns especialistes opinen que cal incloure aquesta espondiloartropatia dins de l'espectre evolutiu de les EspAs axials i no considerar-la una entitat amb característiques pròpies. Un problema que presenta aquesta forma de categoritzar les EspAs és el fet de no reflectir la realitat clínica amb prou exactitud i fer difícil el diagnòstic individualitzat, ja que un nombre important de malalts té manifestacions combinades axials i perifèriques.
Les recomanacions terapèutiques han evolucionat paral·lelament als canvis classificatoris i a l'augment dels coneixements sobre les EspAs, en particular pel que fa als tractaments corresponents a l'estratègia treat-to-target, els quals es basen en la identificació i definició específica d'objectius farmacològics òptims segons sigui el tipus d'espondiloartropatia.

## Pronòstic
Ara per ara, no existeixen evidències que indiquin l'existència de remissions espontànies en els espondiloartropaties axials, si bé és possible que molts pacients aconsegueixin la desaparició dels símptomes seguint el tractament oportú, sovint basat en fàrmacs antireumàtics modificadors de la malaltia (agents anti-TNFα i anti-IL17A o inhibidors de la cinasa Janus). És desconeix, però, si l'inici precoç del tractament ajuda a obtenir a llarg termini una remissió continuada lliure de fàrmacs. Les dades disponibles fan pensar que una reducció progressiva de les dosis pot ser una opció assolible en alguns malalts amb la forma axial, incloent els afectes d'espondiloartritis anquilosant. S'ha observat que en les EspAs axials la deficiència de vitamina D s'associa amb una major activitat de la malaltia, fet que comporta un augment de la disminució funcional derivada d'aquestes patologies. L'impacte de la simptomatologia depressiva en dites espondiloartropaties és considerable. Segueix un patró de prevalença inversament proporcional a l'edat i té una influència significativa en el grau de discapacitat de les persones que les sofreixen. La majoria dels malalts té trastorns del son que incrementen la seva fatiga i un alt nombre d'ells, sense predomini de gènere, presenta problemes de disfunció sexual. El dolor d'esquena crònic, intens i contumaç, és la manifestació més prevalent de les EspAs axials i el principal responsable de la pèrdua de qualitat de vida en les persones que les pateixen.
Pel que fa a les espondiloartropaties perifèriques, exceptuant l'artritis psoriàsica, existeix poca informació clínica de significació pronòstica. De tota manera, anàlisis observacionals basades en els criteris del Grup Europeu d'Estudi de les Espondiloartropaties suggereixen que la població de pacients amb la menor freqüència de HLA-B27 i major proporció de compromís perifèric és la que té millors perspectives de remissió de la malaltia. A Europa, la generalització de l'ús de medicaments biològics en els pacients amb EspAs ha comportat una notable millora de la qualitat de vida relacionada amb la salut, sobre tot pel que fa a l'alleujament del dolor, l'augment de les capacitats funcionals i la disminució del risc de reaccions adverses.
Un percentatge significatiu de persones amb EspAs és diagnosticat també de fibromiàlgia (una de cada sis en el cas de les que pateixen una espondiloartropatia axial). La concurrència de les dues entitats incrementa la càrrega simptomatològica i redueix les possibilitats de millora, ja que es desenvolupa una influència negativa recíproca entre elles que fa molt difícil distingir la causa dels dolors, un fet que té repercussions pronòstiques adverses.
A banda del tractament farmacològic, és convenient que els individus afectats per una espondiloartropatia segueixen programes de fisioteràpia i exercicis de rehabilitació realistes i adequadament supervisats; així com que comptin amb un suport especialitzat que els ajudi a comprendre la seva malaltia i la importància de seguir les indicacions mèdiques i mantenir un estil de vida saludable.

## Darreres investigacions
S'ha observat l'existència de canvis molt específics en la microbiota intestinal dels malalts amb EspAs. Per una banda, ha estat comprovada una depleció de la soca bacteriana antiinflamatòria Faecalibacterium prausnitzii A2-165, tant en pacients adults com pediàtrics. Es creu que aquest fet podria ser en part responsable de la patogènia de les EspAs, possiblement per una producció disminuïda de butirat (una base conjugada de l'àcid butanoic que té propietats immunomoduladores). Per una altra banda, s'ha apreciat en nens i no en adults una abundància anormal de Bacteroides, sobretot de B. fragilis, un fenomen que es atribuïble a un desenvolupament immunològic alterat i no a una patogenicitat directa d'aquesta mena de bacteris en les EspAs. En determinades EspAs, els probiòtics han demostrat la seva utilitat i alguns investigadors creuen que podrien ser en un futur agents terapèutics efectius i amb un baix risc iatrogènic.
Els antiinflamatoris no esteroidals s'utilitzen molt sovint com a fàrmacs de primera línia en el tractament de les EspAs. A llarg termini, els beneficis reals d'aquests medicaments són motiu de controvèrsia, ja que si s'administren durant molt de temps els seus potencials efectes adversos són múltiples i seriosos.